# 拉什科·卡蒂奇
拉什科·卡蒂奇（1980年12月8日—），塞爾維亞籃球運動員，在場上的位置是中鋒。他現在效力於西班牙籃球甲級聯賽球隊薩拉戈薩2002籃球俱樂部。他也代表塞爾維亞國家籃球隊參賽，參加了2014年籃球世界杯的比賽。